# Camporí

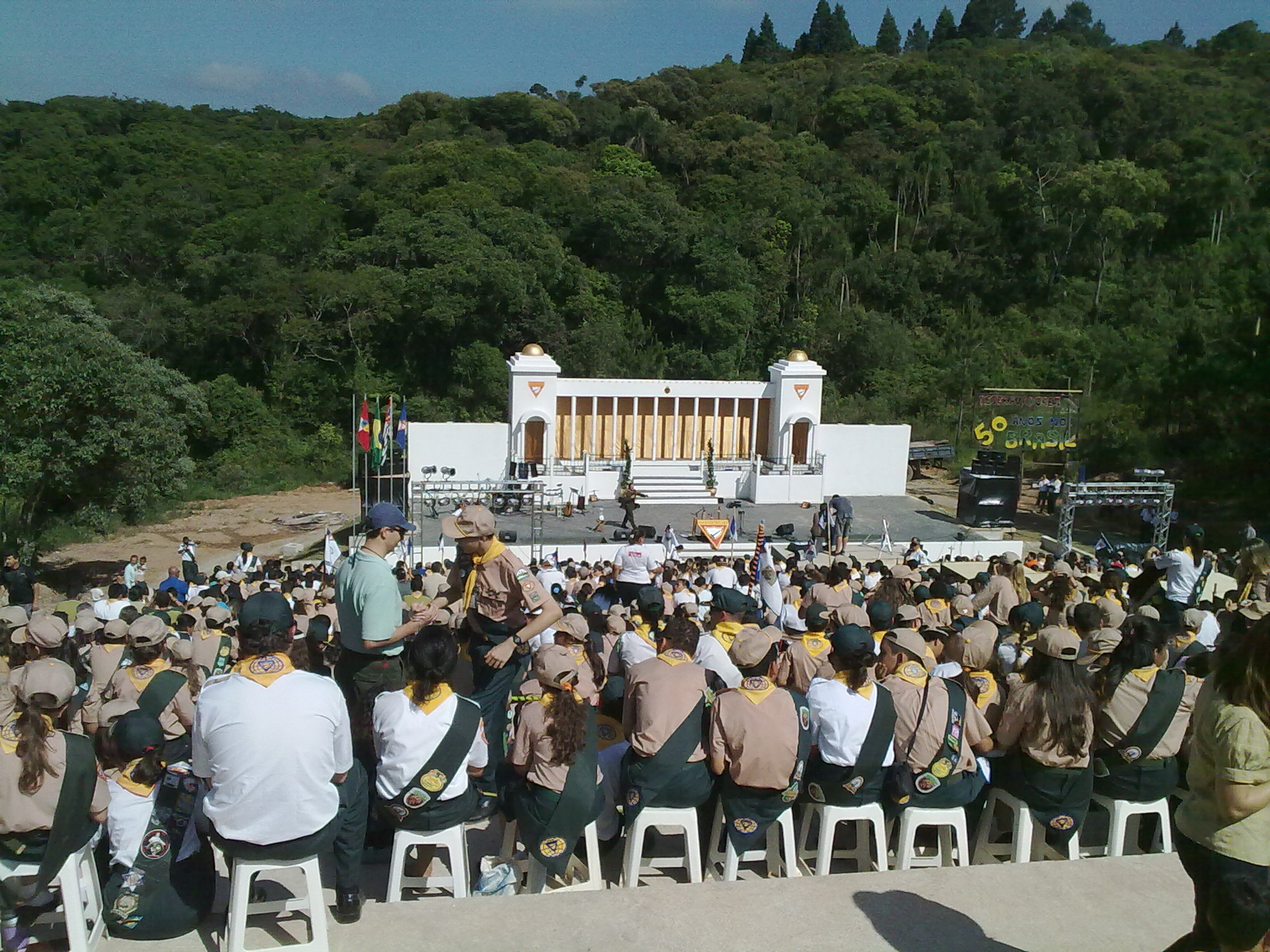
Campori, en 2009, en Brasil

Camporíes o camporés son grandes reuniones celebradas por la Iglesia Adventista del Séptimo Día, a través de sus campos de misión (Asociaciones, Uniones y Divisiones), por lo general para desarrollar actividades relacionadas con el club de Conquistadores. Una variante del camporee es "Aventuri" (también escrito como "aventuree"), que conserva el mismo formato, la adaptación de algunas de las actividades para el público a participar en esto: los niños de entre 4 y 9 años Club de Aventureros.

## En Club de Conquistadores
Los camporíes se organizan alrededor de los principales asentamientos, comúnmente en las plazas y/o las tierras arrendadas por la ciudad sede evento. En estos lugares, los Conquistadores suelen montar toda la infraestructura para que sus clubes estén estacionados y puedan participar en las actividades propuestas, generalmente salpicada de premios. Entre las muchas actividades que se llevan a cabo se encuentran el Esgrima Bíblico, la música, desfiles orden cerrado (similares a los desfiles militares), y a veces hay actividades de participación socio-ambiental a toda la comunidad local. El objetivo principal de los camporíes Adventista es llevar a los jóvenes a tener una relación más estrecha con Dios.
Entre el 9-11 de octubre de 1953, la Asociación del Sur de Nueva Inglaterra promovió el primer Camporee en Ashburnham Massachusetts, en los Estados Unidos. También se considera como el primer Camporee, que se celebró entre el 7 y 9 de mayo de 1954 en Idyllwild-Pine Cove California. Desde entonces varios camporíes de Conquistadores tuvieron éxito en varias partes del mundo.

## Escultismo
Escultismo el camporee es un campamento local, que se hace antes de un jamboree (que es el principal campo de explorador), con el fin de preparar a los Scouts en la práctica al campamento principal.